# Nam thiên trúc

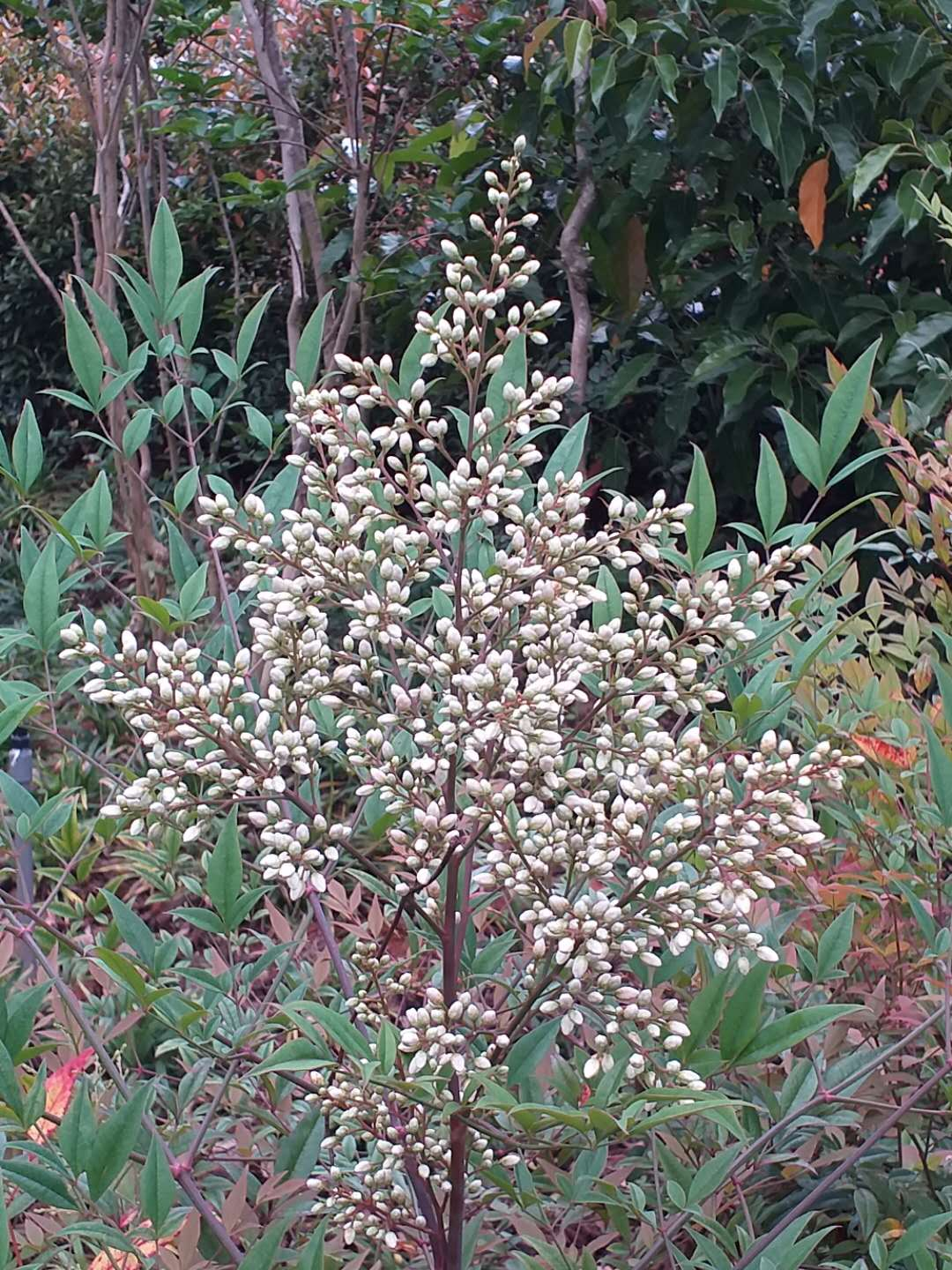
Nandina domestica

Nandina domestica (nam thiên trúc), là một loài cây bụi có thân dạng rễ mút, thuộc họ Hoàng mộc (Berberidaceae); và nó thuộc về chi độc (một) loài có danh pháp Nandina. Nó có nguồn gốc ở miền đông châu Á, từ khu vực Himalaya kéo dài về phía đông tới Nhật Bản. Mặc dù tên gọi có từ trúc, nhưng nó không có quan hệ họ hàng gì với tre, trúc.
Nó là một loại cây bụi mọc thẳng, cao tới 2 m, với hàng loạt các thân, thường không tạo nhánh, mọc lên từ rễ. Lá thường xanh (đôi khi là sớm rụng trong các khu vực lạnh hơn), dài 50–100 cm, là loại lá lông chim phức đôi hay ba, với các lá chét dài khoảng 4–11 cm và rộng 1,5–3 cm. Các lá non về mùa xuân có màu hồng nhạt hay đỏ trước khi chuyển thành màu xanh lục; các lá già chuyển màu thành đỏ hay tía trước khi rụng. Hoa màu trắng, mọc vào đầu mùa hè thành cụm hình nón cao trên tán lá. Quả là loại quả mọng màu đỏ tươi, đường kính 5–10 mm, chín vào cuối mùa thu và thường là tồn tại suốt cả mùa đông.

### Nuôi trồng
Nó được trồng khá rộng rãi trong vườn dưới vai trò của một loại cây cảnh; trên 60 giống đã được đặt tên tại Nhật Bản, là khu vực mà loài này rất phổ biến. Nó đã được đưa vào Bắc Mỹ và đã thích nghi với môi trường sinh sống mới tại khu vực miền đông.